# Пјандилаго (Терамо)
Пјандилаго (итал. Piandilago) је насеље у Италији у округу Терамо, региону Абруцо.
Према процени из 2011. у насељу је живело 26 становника. Насеље се налази на надморској висини од 515 м.